# Maurizio Maggiani
Maurizio Maggiani (* 1. října 1951, Castelnuovo Magra) je italský novinář a spisovatel.

## Životopis
Maggiani se narodil do skromných podmínek a poté, co vystřídal několik povolání (mj. úředník nebo konstruktér hydraulických pump), se začal věnovat literatuře.
V roce 1987 s povídkou Prontuario per la donna senza cuore vyhrál cenu „Inedito - L'Espresso“.
S Il Coraggio del pettirosso z roku 1995 potom vyhrál Premio Viareggio a Premio Campiello; s La Regina disadorna (1998) obdržel ceny Premio Alassio a Premio Stresa di narrativa v roce 1999. S románem Il viaggiatore notturno vyhrál v roce 2005 ceny Ernsta Hemingwaye, Premio Parco della Maiella a Premio Strega.
Jako novinář a komentátor se stará o domácí rubriku janovského deníku Il Secolo XIX a píše také pro La Stampu. V nakladatelství Feltrinelli vydal podcast pod názvem Il viaggiatore zoppo.